# Grace Wong Xiu Mei
Grace Wong Xiu Mei (* 18. Januar 2000) ist eine malaysische Leichtathletin, die sich auf den Hammerwurf spezialisiert hat und in dieser Disziplin momentan Inhaberin des Landesrekordes ist.

## Sportliche Laufbahn
Erste internationale Erfahrungen sammelte Grace Wong Xiu Mei im Jahr 2015, als sie bei den Asienmeisterschaften in Wuhan mit einer Weite von 53,10 m den fünften Platz belegte. Anschließend nahm sie erstmals an den Südostasienspielen in Singapur teil und gewann dort mit 53,80 m die Bronzemedaille hinter den Thailänderinnen Mingkamon Koomphon und Panwat Gimsrang. 2017 gewann sie bei den Jugendasienmeisterschaften in Bangkok mit 59,00 m die Silbermedaille und qualifizierte sich damit für die U18-Weltmeisterschaften in Nairobi, bei denen sie mit 61,28 m mit dem 3-kg-Hammer in der Qualifikation ausschied. Daraufhin wurde sie bei den Asienmeisterschaften in Bhubaneswar mit 57,18 m Achte und siegte bei den Südostasienspielen mit neuem Spielerekord von 59,24 m. Zwei Jahre später gewann sie dann bei den Südostasienspielen in Capas mit 55,82 m die Silbermedaille hinter der Thailänderin Koomphon. 2021 verbesserte sie den malaysischen Landesrekord auf 62,48 m und im Jahr darauf siegte sie bei den Südostasienspielen in Hanoi mit 57,13 m. Anschließend gelangte sie bei den Commonwealth Games in Birmingham mit 61,30 m auf Rang zehn. 2023 siegte sie dann erneut bei den Südostasienspielen in Phnom Penh mit neuem Spielerekord von 61,87 m. Anschließend belegte sie bei den Asienmeisterschaften in Bangkok mit 57,99 m den siebten Platz, ehe sie bei den World University Games in Chengdu mit 57,70 m auf den elften Platz gelangte. Ende September wurde sie bei den Asienspielen in Hangzhou mit 57,46 m Zehnte. 
2025 belegte sie bei den Asienmeisterschaften in Gumi mit 59,15 m den zehnten Platz. Anschließend verpasste sie bei den World University Games in Bochum mit 59,64 m den Finaleinzug.
In den Jahren 2019 und 2021 sowie 2022 und 2024 wurde Wong Xiu Mei malaysische Meisterin im Hammerwurf.